# Vrije liefde
Vrije liefde is de visie dat over seks zonder schroom gepraat moet kunnen worden en dat seksualiteit gewoon, lekker en leuk is, losgekoppeld van de menselijke voortplanting buiten het maatschappelijk kader waar monogame relaties als referentiekader wordt gehanteerd.
Vrije liefde werd populair eind jaren zestig als onderdeel van de seksuele revolutie en is verbonden met begrippen zoals mei 1968, provo, hippie, vrouwenemancipatie, anarchisme en de seksuele revolutie. Sommigen beweren dat deze revolutie ertoe heeft bijgedragen dat enkele aspecten van vrije liefde nu algemeen geaccepteerd  zijn, zoals de vrijheid van relaties in het algemeen en de moderne denkwijze met betrekking tot wonen, kinderen krijgen, kinderen opvoeden, vriendschappen onderhouden, reizen, vakanties of uitgaan.
Het begrip vrije liefde is al eerder in de geschiedenis ontstaan; in 1848 richtte John Humphrey Noyes nabij New York, Verenigde Staten, de commune Oneida Community op. Volgens zijn leerstukken was iedereen hier met elkaar getrouwd (Complex Marriage). Ook in Nederland zijn publicaties te vinden eerder dan de jaren zestig, zoals een rede van Jan Hoving uit 1925 en een publicatie van Adriaan de Vrije uit 1893. In deze stukken is vooral de link met het socialisme sterk.